# Paraschmidtia burri
Paraschmidtia burri is een rechtvleugelig insect uit de familie Euschmidtiidae. De wetenschappelijke naam van deze soort werd voor het eerst geldig gepubliceerd in 1953 door Boris Petrovich Uvarov.